# An Endless Sporadic (álbum)
An Endless Sporadic é o primeiro álbum de estúdio da banda de mesmo nome An Endless Sporadic. O álbum foi gravado em Lund na Suécia com o produtor Roine Stolt que é guitarrista da banda The Flower Kings.
| Críticas profissionais                                                      | Críticas profissionais |
| Avaliações da crítica                                                       | Avaliações da crítica  |
| Fonte                                                                       | Avaliação              |
| --------------------------------------------------------------------------- | ---------------------- |
| Sea of Tranquility                                                          | [ 1 ]                  |
| Esta tabela precisa de ser acompanhada por texto em prosa. Consulte o guia. |                        |

## Lista de faixas
| N.º            | Título                              | Duração |  |
| 1.             | "Waking Hours"                      | 2:22    |  |
| 2.             | "From The Blue"                     | 2:55    |  |
| 3.             | "Point Of No Return"                | 2:16    |  |
| 4.             | "Shell -"                           | 3:05    |  |
| 5.             | "Treading Water"                    | 4:00    |  |
| 6.             | "The Triangular Race Through Space" | 4:58    |  |
| 7.             | "Eternal Bloom"                     | 6:22    |  |
| 8.             | "Subliminal Effect"                 | 3:43    |  |
| 9.             | "Beyond The Horizon"                | 3:19    |  |
| Duração total: | Duração total:                      | 33:04   |  |

## Aparições
As canções "From the Blue", "Point of no Return" E "The Triangular Race Through Space" aparecem no jogo Guitar Hero 5 disponíveis para download, aparecem como sendo a mesmo música.

## Créditos
- Zach Kamins - guitarra e teclado
- Andy Gentile - bateria e percussão
- Jonas Reingold - baixo (The Flower Kings)